# Дарияна (Либия)
Дарияна (на арабски: دريانة), също Дариана или Дериана, е град в Североизточна Либия, регион Киренайка, област Бенгази.
Намира се на 32 km източно от Бенгази. Има население от 4532 души към 2006 година.
Вероятно името на града произлиза от древноримския град Адрианопол/Адрианополис (Hadrianopolis), познат също като Адриан (Hadriane), който е бил разположен близо до съвременния град Дарияна.
Главната забележителност е археологическият обект с руините на Адрианополис близо до града.